# Ennio Appignanesi
Ennio Appignanesi (Belforte del Chienti, 18 giugno 1925 – Roma, 26 marzo 2015) è stato un arcivescovo cattolico italiano.

## Biografia
È nato a Belforte del Chienti il 18 giugno 1925 ma in tenera età si è trasferito a Roma con la famiglia.

### Formazione e ministero sacerdotale
Ha frequentato prima il Pontificio Seminario Romano Minore, poi il Pontificio Seminario Romano Maggiore ed è stato ordinato presbitero l'8 aprile 1950.
Dal 1959 fino al 1980 è stato parroco di Santa Maria Consolatrice al Tiburtino a Casal Bertone.

### Ministero episcopale
Il 20 dicembre 1980 papa Giovanni Paolo II lo ha nominato vescovo ausiliare di Lucera e di San Severo e vescovo titolare di Temisonio. Ha ricevuto la consacrazione episcopale il 6 gennaio 1981 da Giovanni Paolo II, co-consacranti Giovanni Canestri (arcivescovo e poi cardinale) e Belchior Joaquim da Silva Neto.
Il 15 settembre 1983 è stato nominato vescovo di Castellaneta.
Il 3 luglio 1985 è stato nominato vicegerente della diocesi di Roma e arcivescovo titolare di Lorium.
Il 21 gennaio 1988 è stato nominato arcivescovo di Matera-Irsina.
Il 19 gennaio 1993 è stato nominato arcivescovo metropolita di Potenza-Muro Lucano-Marsico Nuovo.
Il 9 gennaio 2001 si è ritirato per raggiunti limiti di età.
Il 26 febbraio 2002 è diventato canonico della Patriarcale Basilica Vaticana.
È morto a Roma il 26 marzo 2015 all'età di 89 anni.
Le esequie si sono tenute il 28 marzo alle ore 10 nella basilica di San Pietro.

## Genealogia episcopale
La genealogia episcopale è:
- Cardinale Scipione Rebiba
- Cardinale Giulio Antonio Santori
- Cardinale Girolamo Bernerio, O.P.
- Arcivescovo Galeazzo Sanvitale
- Cardinale Ludovico Ludovisi
- Cardinale Luigi Caetani
- Cardinale Ulderico Carpegna
- Cardinale Paluzzo Paluzzi Altieri degli Albertoni
- Papa Benedetto XIII
- Papa Benedetto XIV
- Papa Clemente XIII
- Cardinale Enrico Benedetto Stuart
- Papa Leone XII
- Cardinale Chiarissimo Falconieri Mellini
- Cardinale Camillo Di Pietro
- Cardinale Mieczysław Halka Ledóchowski
- Cardinale Jan Maurycy Paweł Puzyna de Kosielsko
- Arcivescovo Józef Bilczewski
- Arcivescovo Bolesław Twardowski
- Arcivescovo Eugeniusz Baziak
- Papa Giovanni Paolo II
- Arcivescovo Ennio Appignanesi